# Oleg Kostine
Pour les articles homonymes, voir Kostin.
Oleg Olegovitch Kostine (russe : Олег Олегович Костин), né en 1992 à Nijni Novgorod, est un nageur russe, spécialiste du papillon.

## Carrière
Il remporte la médaille d'argent du 50 m papillon lors des championnats du monde 2019 en 22 s 70, battant le record de Russie.
Aux championnats d'Europe en petit bassin 2019, il remporte la médaille d'or du 50 m papillon en 22 s 23.